# شهرستان دورام
شهرستان دورام (به انگلیسی: Regional Municipality of Durham) یک منطقهٔ مسکونی در کانادا است که در انتاریو واقع شده‌است. شهرستان دورام  ۶۴۵٬۸۶۲ نفر جمعیت دارد و ۹۱٫۳ متر بالاتر از سطح دریا واقع شده‌است.